# Korinthoszi vázafestészet

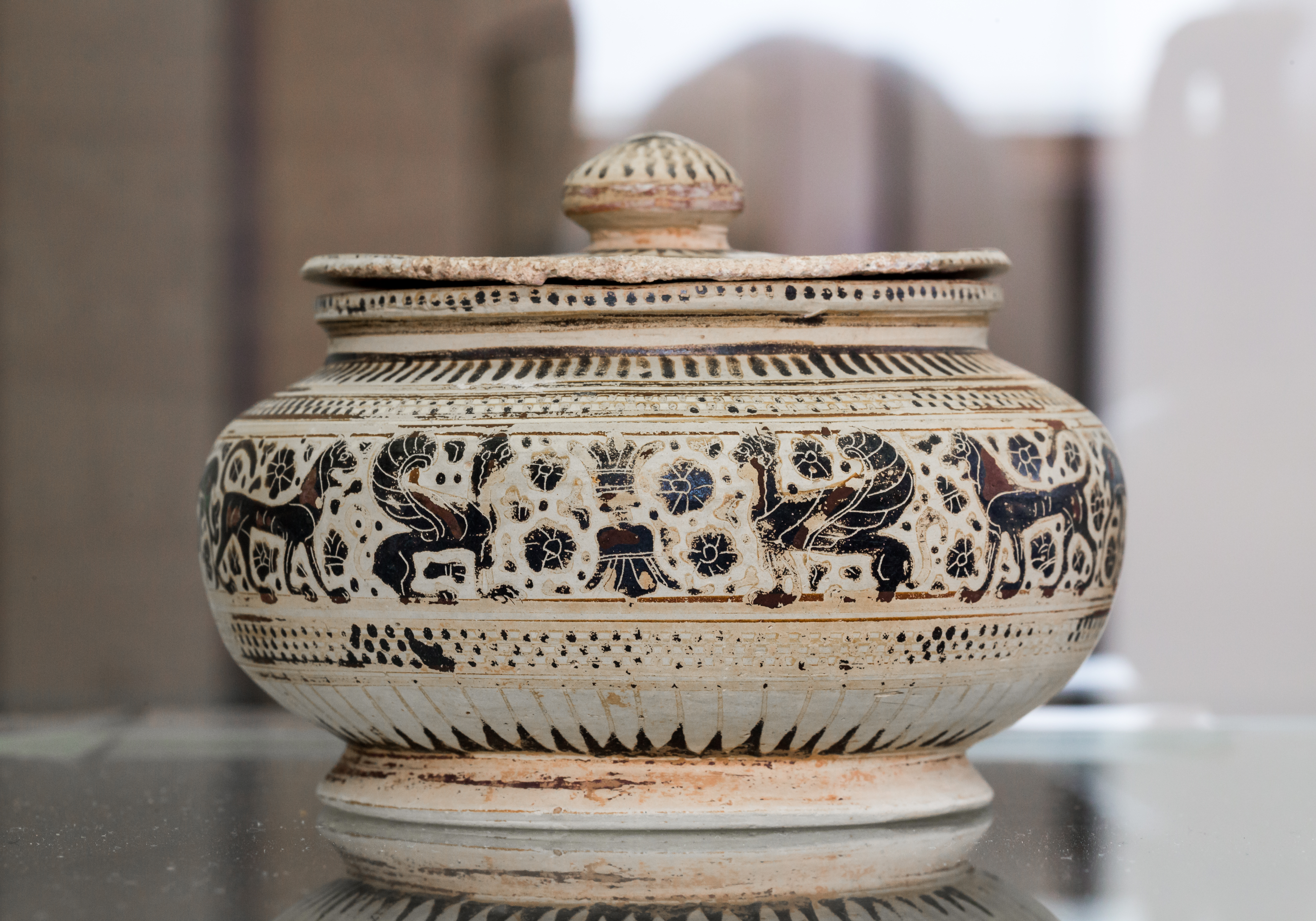
Állatfrízes pükszisz, korai protokorinthoszi edény, i. e. 7. század vége – 6. század eleje

A korinthoszi vázafestészet az ókori görög vázafestészet egyik helyi változata volt az i. e. 9. századtól az i. e. 4. század közepéig. Korai, geometrikus díszítésű vázáik nagyrészt helyi igényeket szolgáltak ki. A korinthoszi vázafestészet orientalizáló korszakát protokorinthoszi vázafestészetnek nevezik, és korinthoszi vázafestők alkalmazták először a feketealakos technikát is. A vörösalakos technika attikai hatásra terjedt el a térségben és egészen az i. e. 4. század közepéig használatban volt.

## Kezdetek

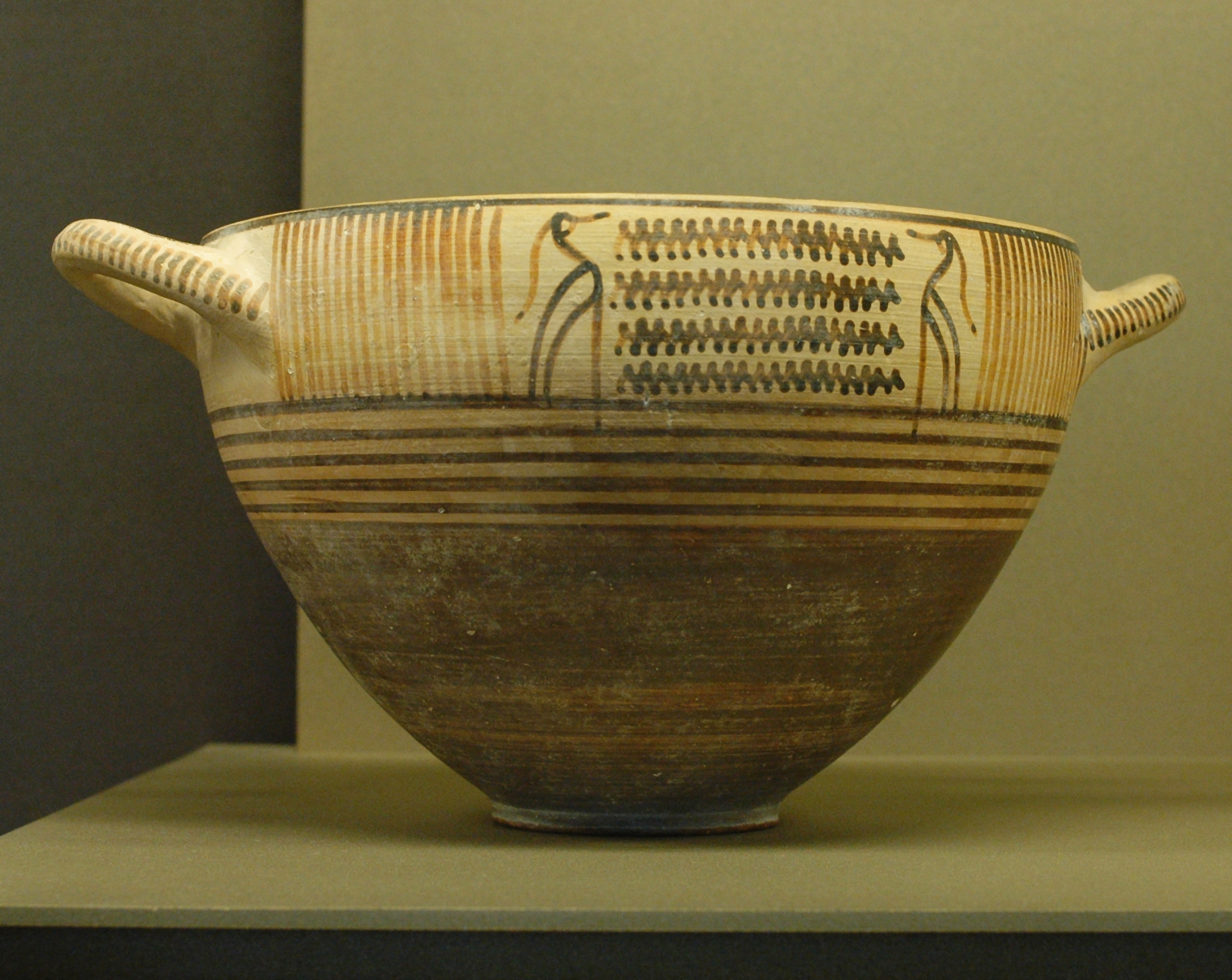
Geometriai díszítésű szküphosz, i. e. 740-730, Párizs, Louvre

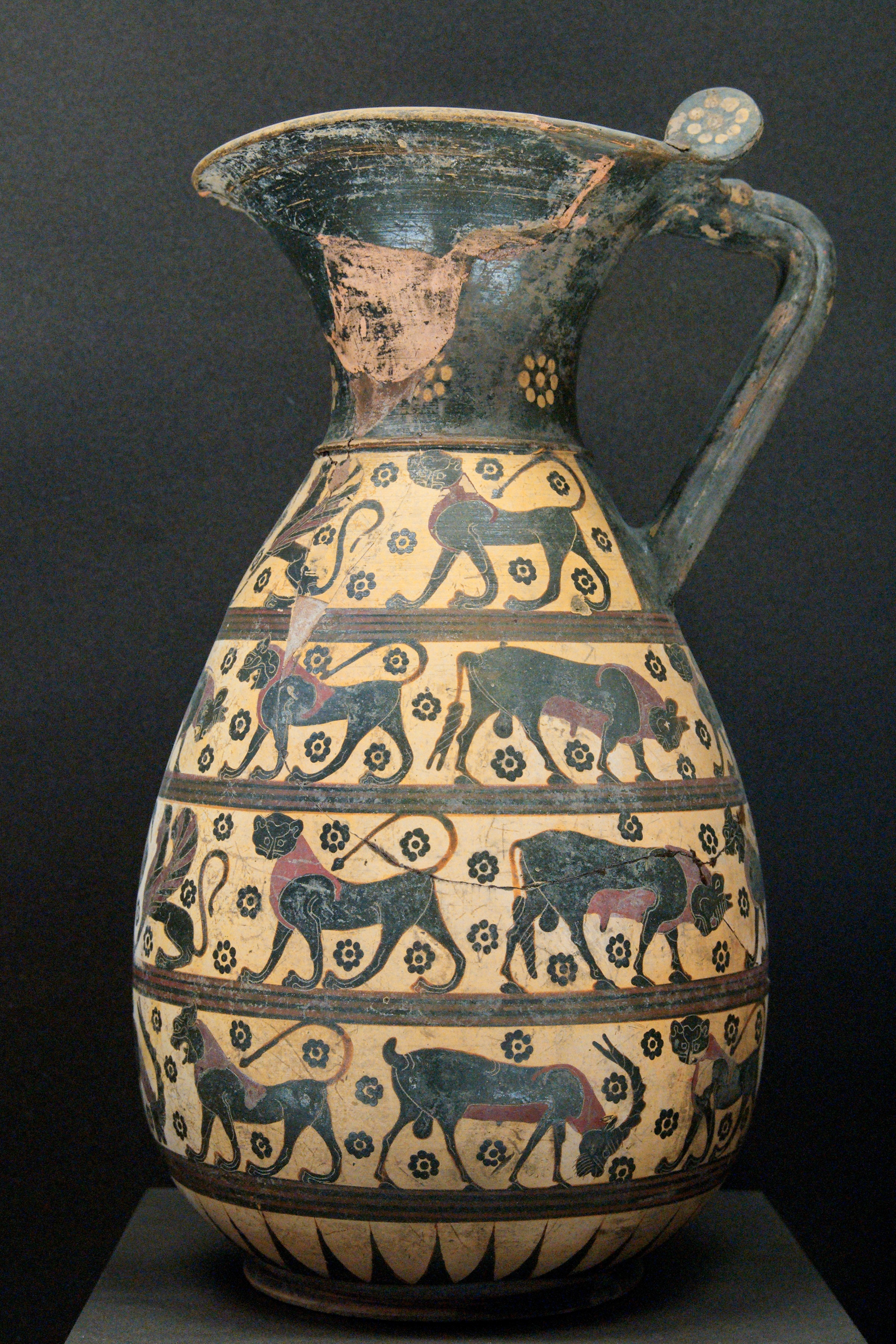
Protokorinthoszi olpé, i. e. 640 – 630, Párizs, Louvre

Korinthosz geometrikus díszítésű vázái az i. e. 9. századtól kb. i. e. 720-ig főleg helyi piacra készültek, bár egy részük Közép-Görögországba a Korinthoszi-öböl nyugati részére valamint más régiókba, köztük Krétára is eljutott. Jellemző rájuk, hogy még a geometrikus kor vége felé is kevés alakot ábrázoltak rajtuk. Az úgynevezett Thapszosz-csoport az i. e. 8. század második felében bár nagy vonalakban hasonlít a szokványos korinthoszi edényekhez mégis valamennyire elkülönül tőlük formában, díszítésben de legfőképpen elterjedésben. A csoporthoz tartozó darabok legtöbbje nyugaton került elő, a Korinthoszi-öbölnél, Szicíliában, Dél-Itáliában. Ezek az edények feltehetően eleve nyugati exportra készültek. Egy másik vélemény szerint Korinthosz nyugati részén készültek és csak egy részüket exportálták Magna Greciába és Szicíliába.

## Orientalizáló kor
Az i. e. 8 . század vége felé kezdődött a korinthoszi kerámia orientalizáló korszaka, amikor a közel-keleti ikonográfia  korábban is alkalmazott elemei nagy tömegben jelentek meg az edényeken és átvettek néhány edényformát is. Az orientalizáló stílus több helyen is elterjedt, Korinthosz azokhoz a területekhez tartozott, ahol a legjobban hatott. A terület orientalizáló korszakát protokorinthoszinak nevezik és több fázisra osztják.
- A korai protokorinthoszi kor i. e. 720-tól i. e. 690-ig tartott.[2] Új stíluselemei a görbe vonalak és az élethűbb állatábrázolások. Ebben az időben még nagy tömegben készültek szubgeometrikus elemekkel díszített edények is. Ennek a korai orientalizáló stílusnak legjellegzetesebb képviselői a kisméretű kenőcsös edények, bár kancsókat, ivócsészéket és másfajta edényeket is díszítettek hasonló módon. Az alakokat miniatürista módon ábrázolták (ez a protokorinthoszi festészet védjegye), a figurák mindössze néhány centiméter magasak.[2]
- A középső protokorinthoszi periódusban (i. e. 690 – i. e. 650) kezdik szisztematikusan alkalmazni a bekarcolásos technikát a részletek kiemelésére. Hozzáadott vörös és fehér színekkel főleg az apróbb kenőcsös edényeken már a feketealakos technikát is kipróbálták. Ebben a korai időszakban nem csak feketealakos technikát alkalmaztak mivel az edények jó részét ekkor még körvonalrajzokkal díszítették és néhány alkotó vegyesen alkalmazta a körvonalrajzot és a feketealakos technikát. A feketealakos vázafestészet eredete vita tárgya, de feltételezhetően vésett figurákkal díszített közel-keleti elefántcsont tárgyak és fémedények lehettek az előképeik. Az i. e. 7. század közepe táján számos, kis edényeket díszítő miniatürista festő barna színt kezdett használni az emberi test ábrázolásához amivel polikróm hatást értek el. Ezt a rövid életű technikát valószínűleg a nagyfestészet ihlette.[2] A középső protokhorintoszi időszakban még mindig kevesebb jelenetekkel díszített edény készült mint vonalakkal díszített és szubgeometriai stílusú.[2] A figurális ábrázolások közé tartozik néhány mitológiai jelenet mint például Párisz ítélete a Chigi-vázán, (egy olpén) amin a figurákat feliratozták, igaz nem korinthoszi karakterekkel. A jelenetek jelentős részét (vadászatokat, összecsapásokat) nem lehet egyértelműen mitológiainak értelmezni és továbbra is népszerűek maradtak az állatábrázolások.
- A késői protokorinthoszi, illetve átmeneti korra (i. e. 650 – 615/10) feketealakos állatfrízek jellemzőek, ahol a háttér kitöltőelemei (rozetták különböző variációi) egyre hangsúlyosabbá válnak, míg az állatok ábrázolása egyre felületesebbé. Mindkét jellegzetességnek az lehet a magyarázata, hogy a korinthoszi műhelyek egyre jobban a tömegtermelésre álltak rá.[3] Az i. e. 7. században a mediterrán térségben valóban megnövekedett a korinthoszi vázaimport, más helyeken pedig az eredetiekre rendkívül hasonlító utánzatokat is készítettek. A leggyakoribb vázaformák továbbra is a kisméretű kenőcsös edények voltak, alabasztronok, arüballoszok és néhány korsótípus, kotülék és pszüktérek. Ebben az átmeneti korban jelennek meg főleg ivóedényeken az úgynevezett komaszt jelenetek.[3] Ezek mulatozó, fekvő ivó és táncoló férfiakat ábrázolnak. Az ilyen típusú ábrázolások sokáig divatban maradtak a korinthoszi edényeken, később Attikában és más központokban is elterjedtek.

## Feketealakos vázafestészet

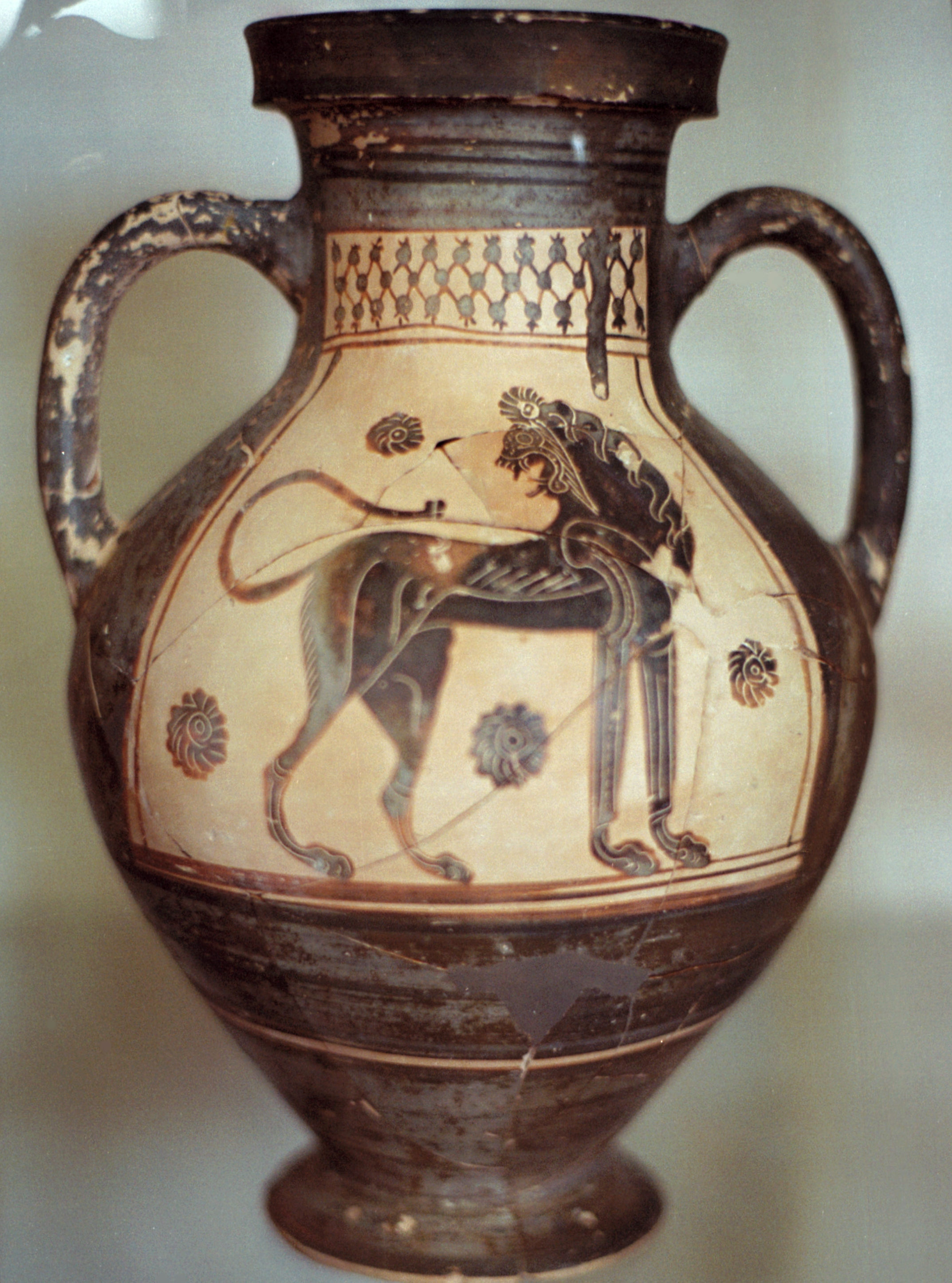
Feketealakos oinochoé, i. e. 590-570

A korai (i. e. 615/10 – 590-es évek) és középső (i. e. 590-es évek – 575) korinthoszi időszakra az egyre romló minőségű állatfrízek jellemzőek, bár új edényformák is megjelennek mint a nyakamfora és az oszlopkratér. Az embereket is ábrázoló képeket az egykorú állatábrázolásokhoz képest gondosabban rajzolták meg legtöbbjük kómosz jelenet. Korinthoszi újítás az orgiasztikus táncot járó vidám kómoszok groteszk ábrázolása, amit később az attikai és ión agyagművesek is átvettek. Az alakok nagyobban lettek és több térkiköltő elemet használtak körülöttük, az állatfigurákat például oroszlánokat, párducokat, kakasokat és szfinxeket címerszerűen helyezték el egy központi díszítőelem körül. Ez főleg az alabasztronokra jellemző a többi edényformánál továbbra is a frízeket részesítették előnyben. Kratéreken ambiciózusabb képek is láthatók, többek között mitológiai csatákat, lakomákat jelenítettek meg rajtuk. Az állatfrízes ábrázolás, bár egyre romló minőségben divatban maradt egészen a késő korinthoszi periódusig (i. e. 575 – 550), ami az archaikus korinthoszi vázafestészet utolsó komoly periódusa volt.
Ekkorra már jelentősen lecsökkent az exportra szánt tárgyak száma is. A már teljesen kifáradt állatfrízek mellett egy rövid ideig vörös hátterű, főleg Etruriában előkerült vázákat is készítettek. Ezek nagyméretű edények, kratérek, amforák és kancsók, amelyek fő részeit egy vöröses-narancssárga réteggel borították be, és feketealakos mitológiai jelenetekkel, lakomákkal, csatákkal és felvonulásokkal díszítették. Ezen kívül a korinthoszi műhelyek az i. e. 6. század második felétől hatalmas mennyiségű „konvencionális” stílusú vonalakkal és virágmotívumokkal díszített kerámiát készítettek. Bár a vörös hátterű kerámia volt az utolsó archaikus korinthoszi figurális díszítésű vázastílus még az i. e. 6. század második feléből is ismert kisebb mennyiségű lokális kerámia ami attikai feketealakos vázákat utánoz. Az i. e. 5. század lokális feketealakos termékein főleg állatokat ábrázoltak kevés bekarcolással és a hozzáadott színek mellőzésével.
i. e. 475 és i e. 425 között világos alapon történő körvonalrajz jött divatba nagyobb edényeken, kotülékon, oinokhoékon, hüdriákon és kratéreken. Ezeket az edényeket valószínűleg az attikai fehér hátterű vázák ihlették, és valószínűleg csak kultikus célokra használták. Az i. e. 5. század második felében – utolsó harmadában kisebb edényeken, főleg külixeken egyszerűbb körvonalas ábrázolások jelennek meg. Az edények belső oldalán időnként naiv módon díszített felületek találhatók, néhány darabon sziluett ábrázolások láthatók nagyon kevés bekarcolással. Az i. e. 5. század vége felé egy másik rövid életű technika volt a fehéralakos, ahol a figurákat fehér színnel rajzolták meg egy sötét háttér előtt és a belső részleteket egyszerű festéssel jelezték. A legtöbbet polikróm virágmotívumokkal díszítették. Az i. e. 5. század második felében attikai mintára készült egy másik kisebb edénycsoport, ezek fehér hátterű, henger formájú léküthoszok voltak.

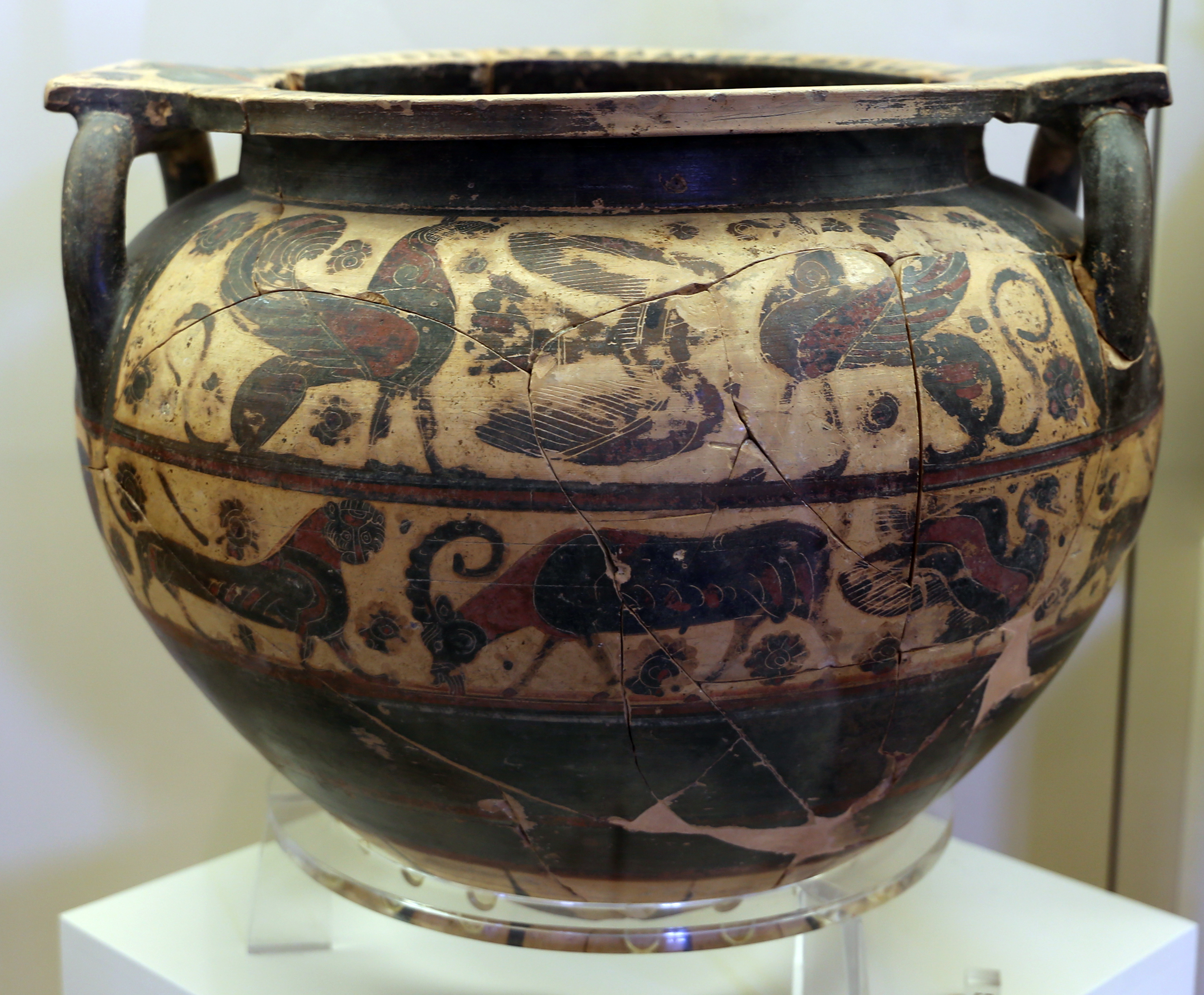
Kratér (i. e. 595 – 585)
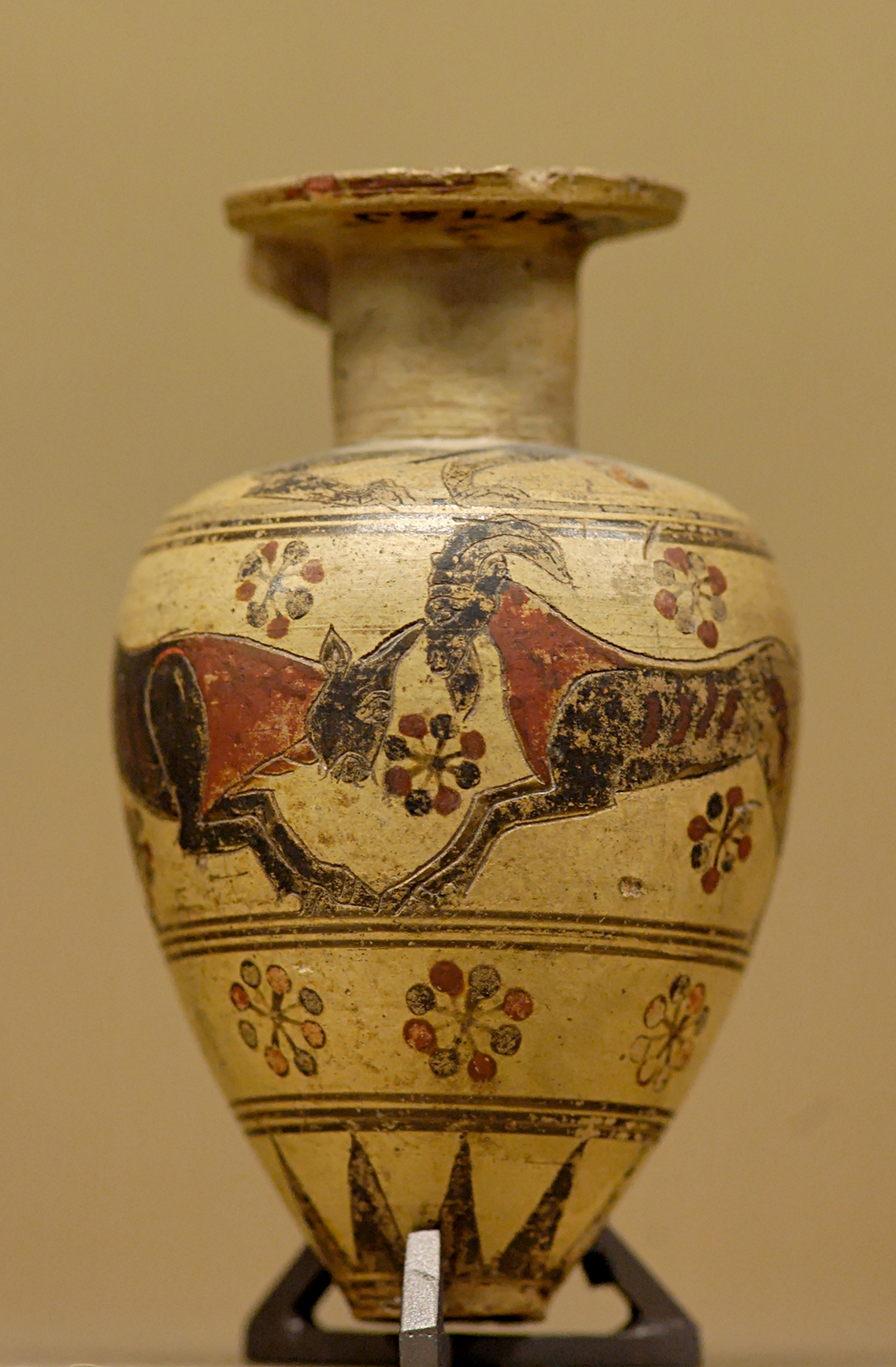
Arüballosz (i. e. 640 – 620)
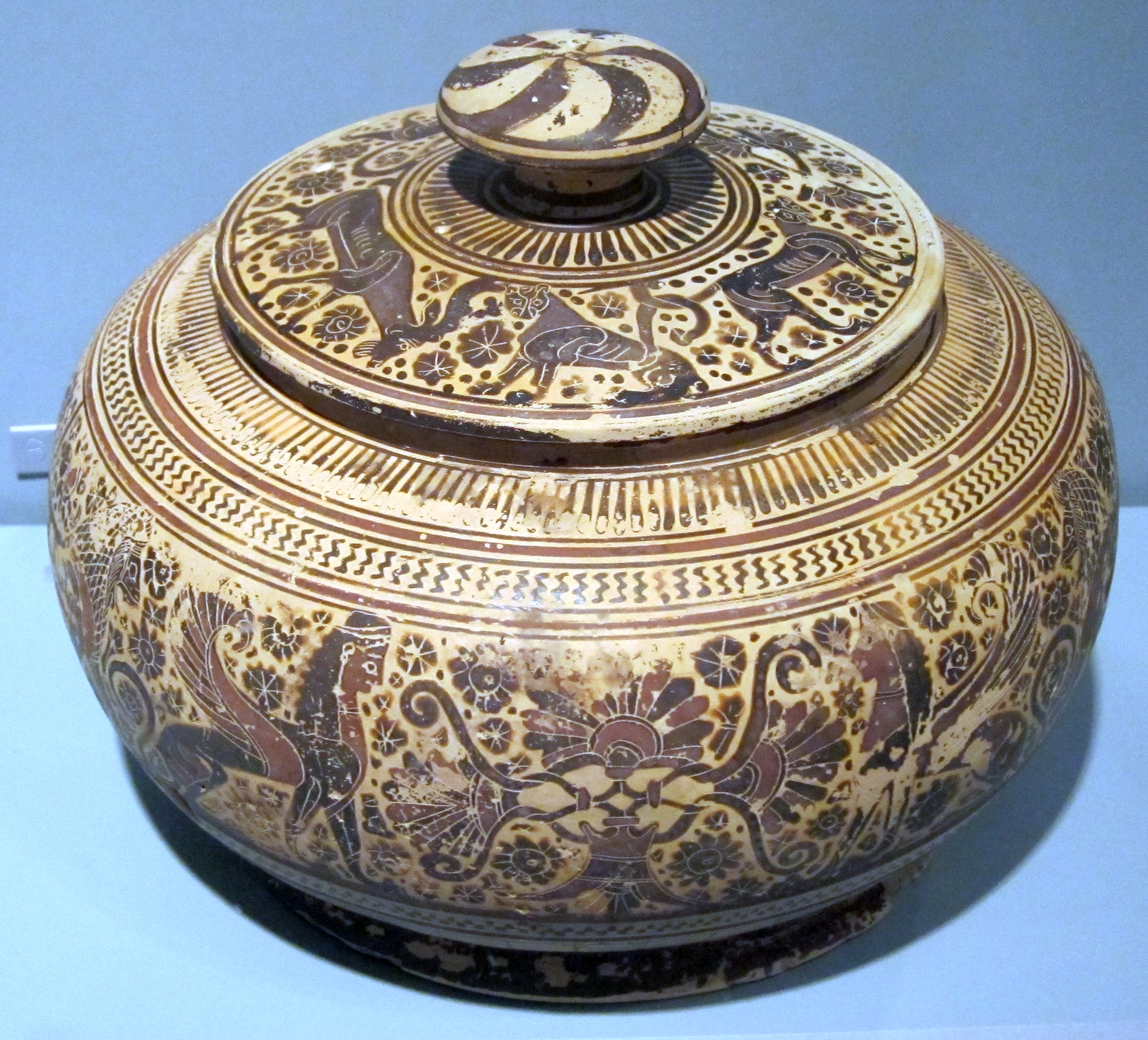
Pükszisz (i. e. 6. század)
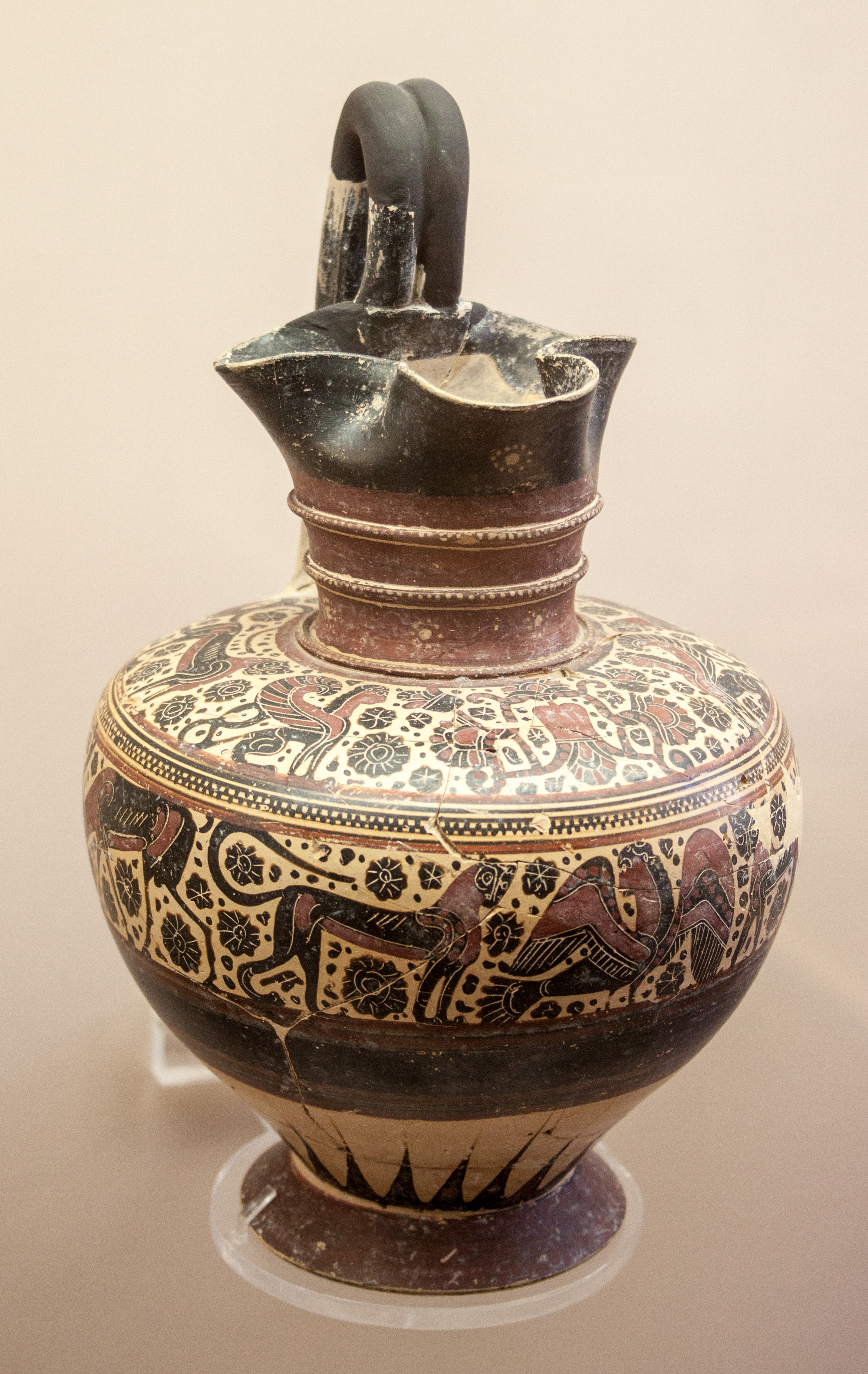
Oinokhoé (i. e. 600 – 575)
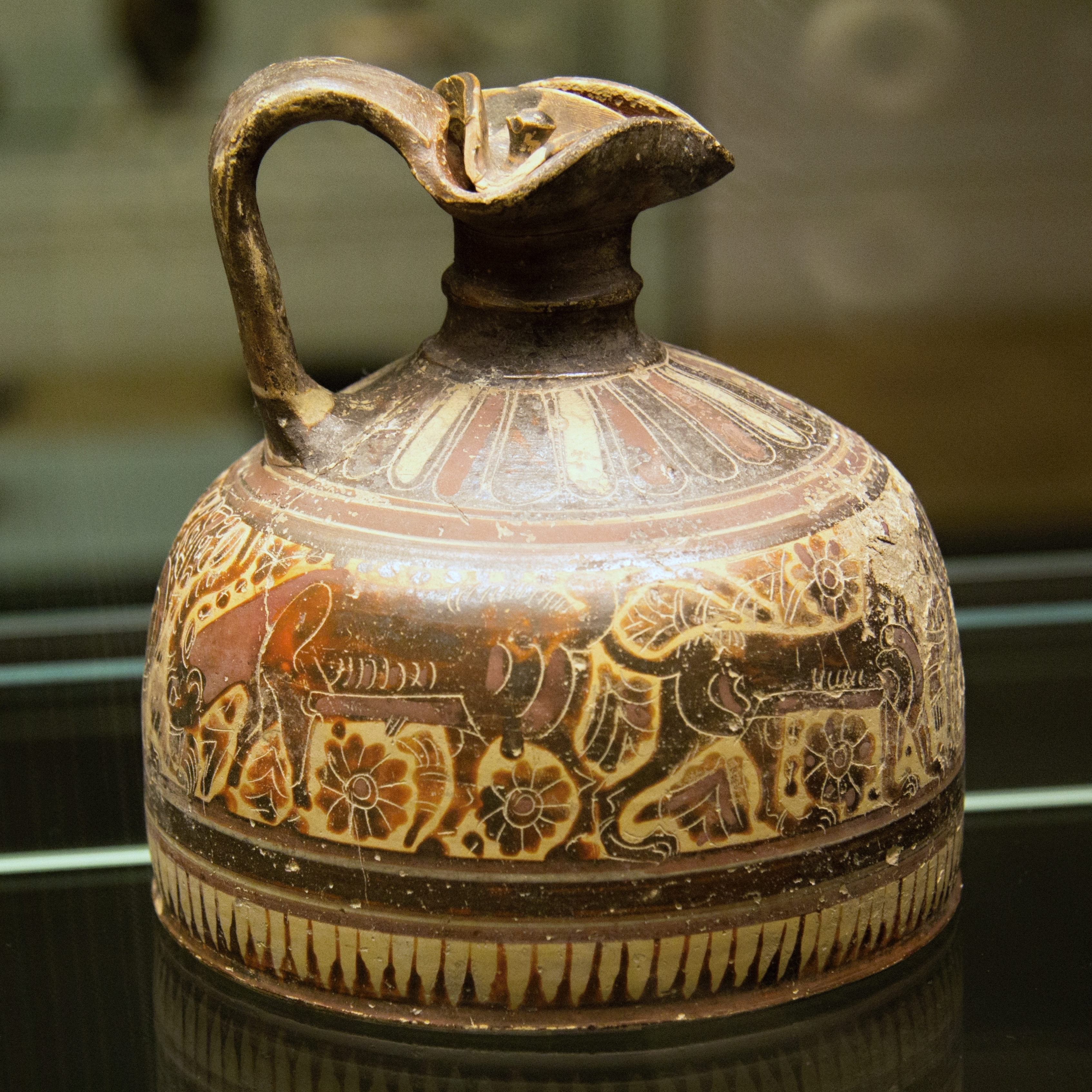
Oinokhoé i. e. 7. század vége

## Vörösalakos vázafestészet
A vörösalakos vázafestészet is attikai hatásra terjedt el i. e. 440 és 420 között. Egy elmélet szerint egy Attikából származó vázafestőnek nagy szerepe volt a technika korinthoszi elterjedésében. Sok esetben az edényeket egy vékony vörös mázzal vonták be, hogy jobban hasonlítsanak az attikai eredendően vörös/narancssárga darabokra. Az új technikát főleg kratéreken – legfőképpen a Korinthoszban kifejlesztett haskratéreken – pelikéken, oinokhoékon, léküthoszokon, ritkábban ivóedényeken alkalmazták. Az időszak vége felé ami az i. e. 4. század közepéig tartott már csak haskratéreket gyártottak, a többi vörösalakos edényt Attikából importálták. A helyben készült vörösalakos edényeket fehér szín hozzáadásával élénkítették. Az ábrázolt jelenetek athéni prototípusokra vezethetők vissza, a leszűkített ikonográfia legfontosabb elemei Héraklész, Niké és esetenként csatajelenetek. Dionüszosz is gyakran megjelenik, és több olyan ábrázolás is ismert amely komikus jelenetként értelmezhető. Számos edények egy fáklyás versenyt ábrázoltak, ami egy helyi rituális esemény lehetett. A korinthoszi vörösalakos edények túlnyomó többségét helyi felhasználásra készítették, de néhány darab különböző peloponnészoszi központokból, illetve Boiótiából és a távoli, mai Albánia területéről került elő.